# Carebaco Juniors 1988
Das Carebaco Juniors 1988 als bedeutendstes internationales Nachwuchsturnier des Badmintonverbandes CAREBACO fanden in Paramaribo in Suriname statt.

## Finalresultate
| Disziplin    | Sieger                     | Finalist                        | Ergebnis          |
| ------------ | -------------------------- | ------------------------------- | ----------------- |
| Herreneinzel | Oscar Brandon              | Steven Mayne                    | 11–15, 15–0, 15–1 |
| Dameneinzel  | Koreen Thomas              | Sinika Wahab                    | 10–12, 11–6, 11–7 |
| Herrendoppel | Eric Bleau Oscar Brandon   | Steven Mayne Roy Paul jr.       | 15–9, 15–4        |
| Damendoppel  | Koreen Thomas Sinika Wahab | Christine Leyow Abigail Johnson | 15–7, 15–8        |
| Mixed        | Peter Peroune Sinika Wahab | Oscar Brandon Audrey Isselt     | 15–11, 18–17      |
| Team         | Jamaika                    | Suriname                        |                   |